# Площадь Победы (Северодвинск)
Площадь Победы (неофициально — площадь Ленина) — центральная площадь города Северодвинска Архангельской области. Среди северодвинцев также именуется площадью Ленина. Площадь ограничена: с севера — улицей Советской, с юга — улицей Плюснина, с востока — центральным проспектом Ленина, с запада — ДК им. Ленинского комсомола.

## История
В 50-х — 60-х годах возле площади шло строительство Дома Корабелов с мозаичными витражами по бокам площадью более 100 м², которые были сделаны в 1977 году за несколько месяцев в Москве под руководством Владимира Горюшкина.
Позднее, во время перестройки, в 1988 году на площади был установлен памятник В. И. Ленину, созданный петербургским скульптором Э. М. Агаяном. Против установки памятника были организованы городские коллективы и инициативные группы, но несмотря на это, а также то, что это был второй памятник Ленину в городе, он был открыт 7 августа 1988 года. 
В 1991 году на сессии горсовета под предводительством III мэра северодвинска Валерия Лыскова был поднят вопрос о демонтаже монумента. Согласно одному из предложений, демонтаж должен был произойти до 7 ноября. В рамках начавшейся дискуссии городской газетой "Северный Рабочий" было предложено вырезать купон "убрать или оставить" с подчёркнутым выбором и отправить его в редакцию. Однако обсуждения оказались безрезультативными и памятник Ленину остался на центральной площади. 
Историческая автобусная остановка, сейчас называемая "Площадь Победы", раньше называлась "Кафе "Чайка" — это название до сих пор используется и является особенностью наименования давними жителями Северодвинска.
В 2010-е годы площадь стала точкой сбора горожан. В 2018 и 2019 гг. городские активисты пытались организовать на площади акции протеста против строительства мусорных полигонов на станции Шиес и Рикасиха, однако получали отказы от городской администрации. Позже на площади ежедневно проходила "бессрочка" в поддержку протестующих на станции Шиес. В 2022 году площадь дважды стала местом сбора горожан — 24 февраля и в день объявления мобилизации. 

## Галерея

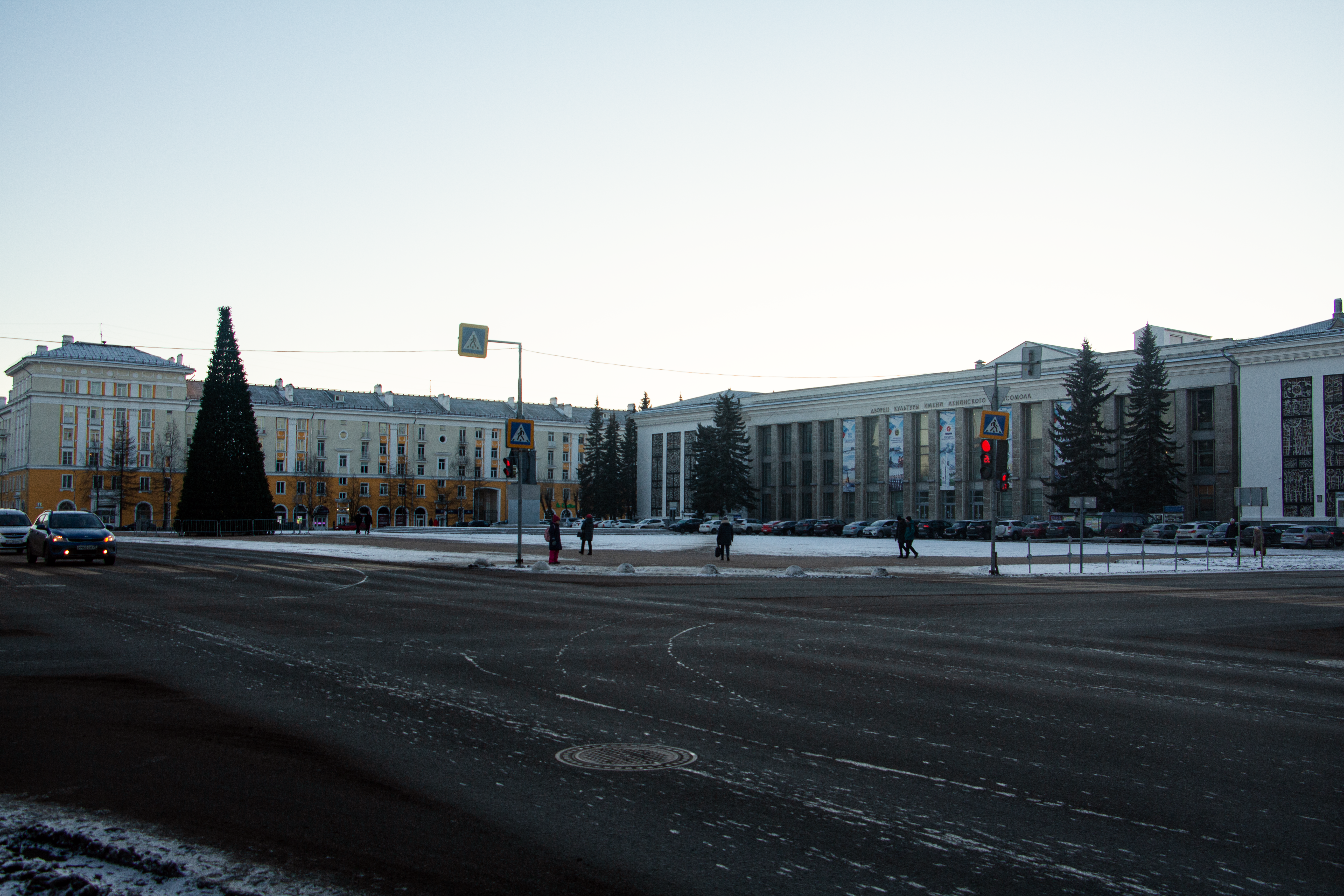
Площадь с пересечения Советской улицы и проспекта Ленина
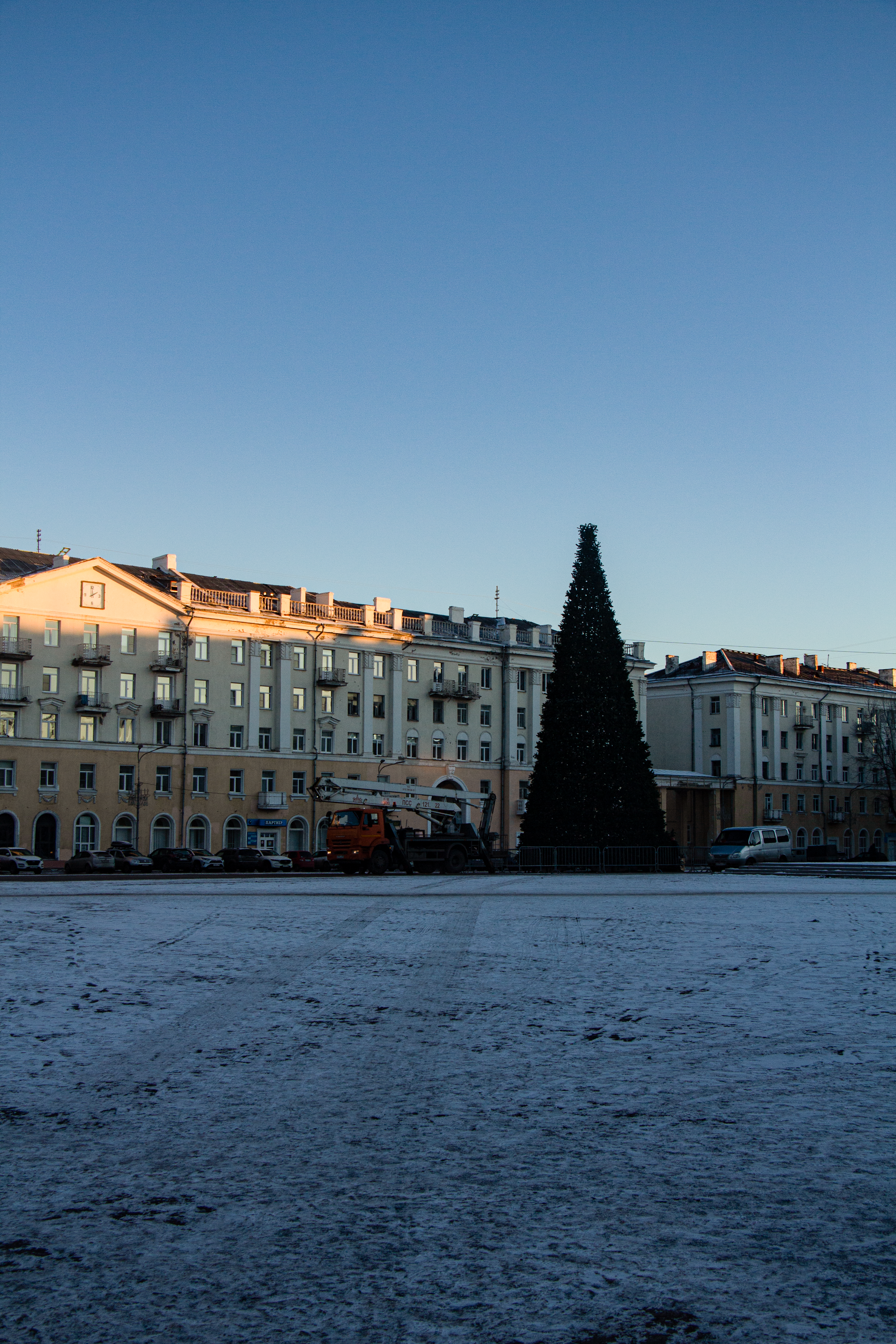
Установка новогодней ели на площади Победы
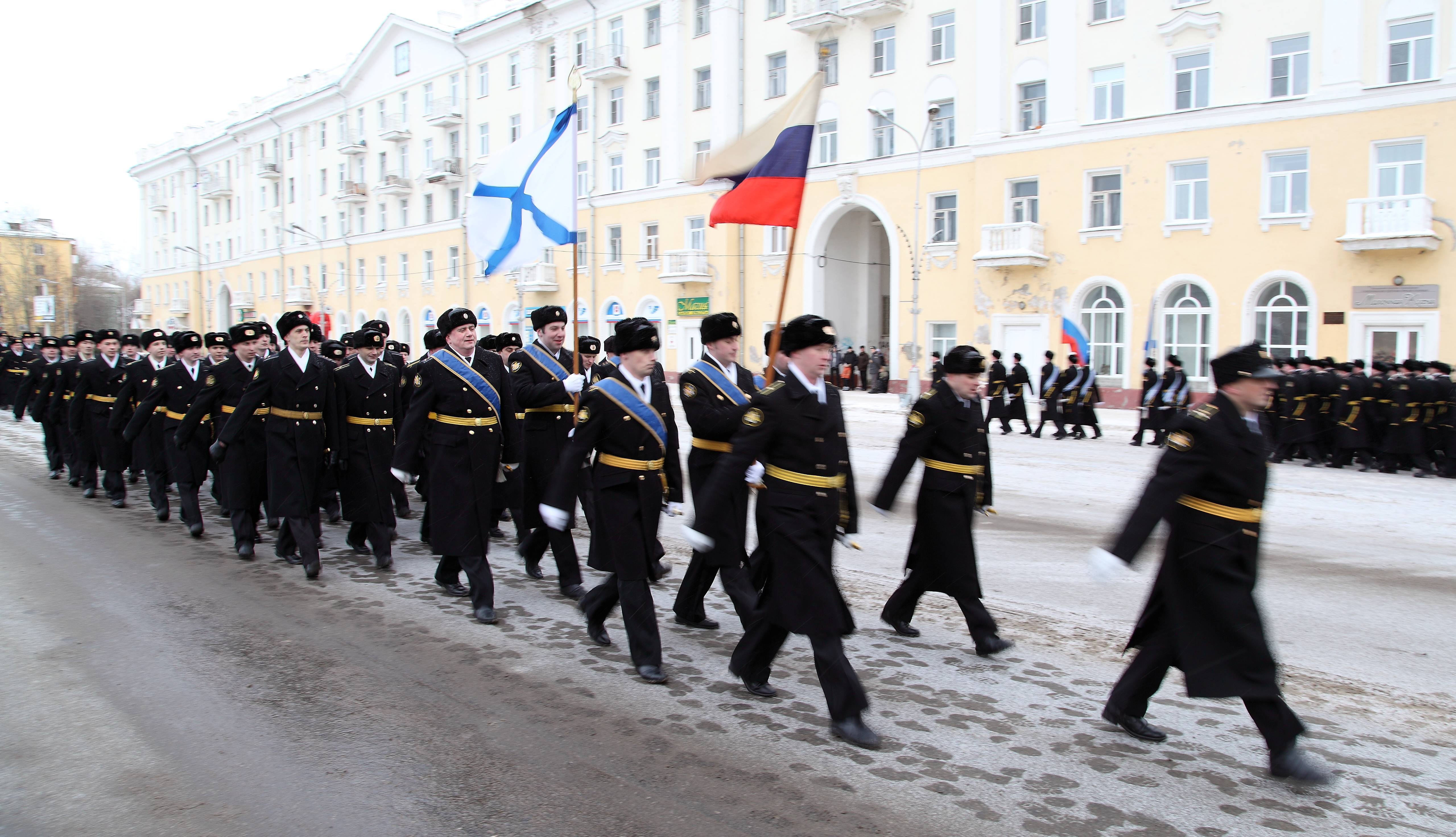
Парад на площади Победы 23 февраля 2012 года
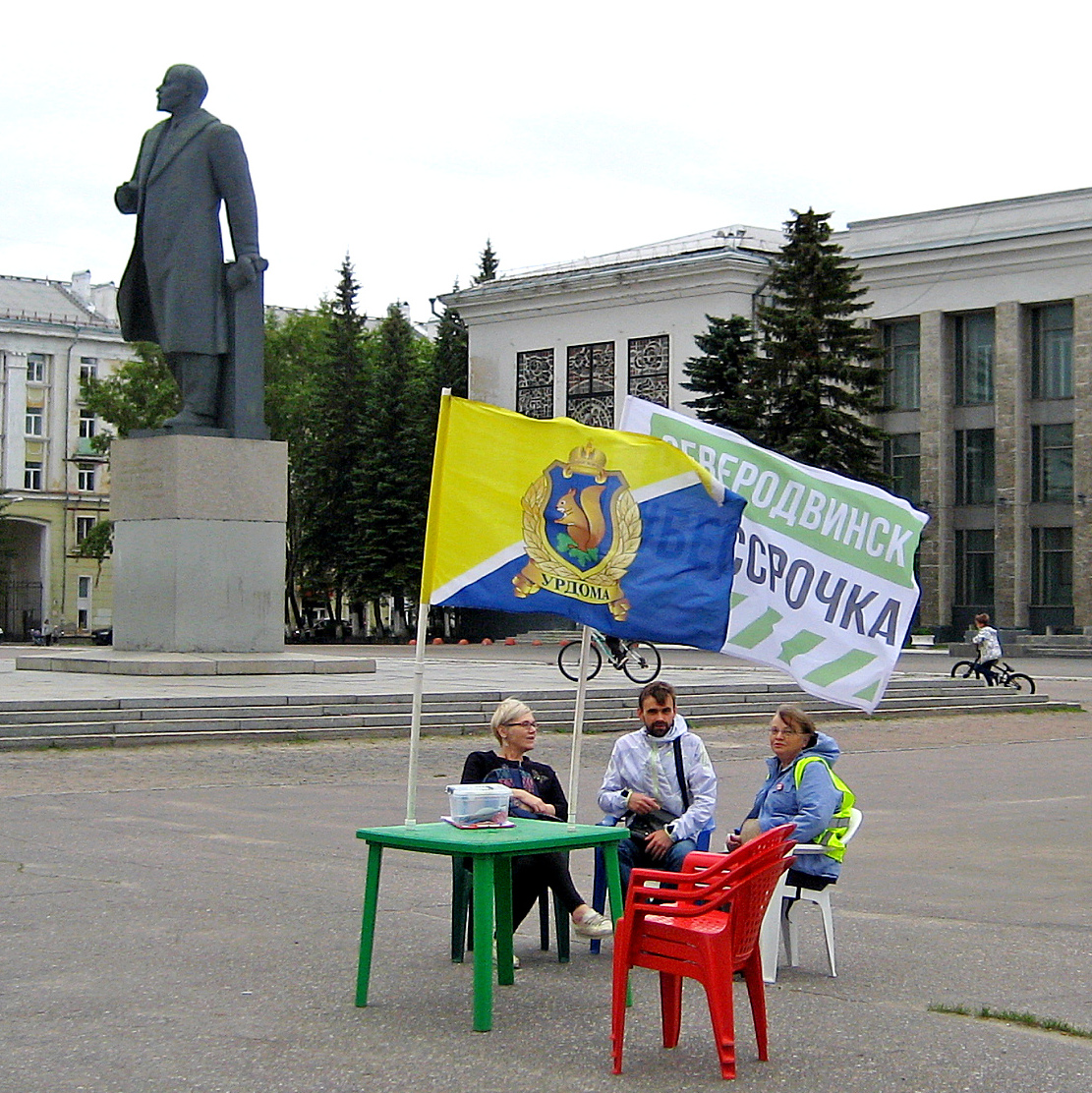
"Бессрочка" против строительства полигона на Шиесе, июль 2019 г.